# Musikåret 1916

## Händelser
- 1 februari – Carl Nielsens fjärde symfoni (Det uudslukkelige) uruppförs i Köpenhamn.
- okänt datum – Amerikanska skivbolaget Brunswick startas.[1]

## Födda
- 4 januari – Adam Wiernik, polsk-svensk tonsättare.
- 22 januari – Henri Dutilleux, fransk tonsättare.
- 3 februari – Margareta Kjellberg, svensk vissångare och historieberättare.
- 16 februari – Ivar Rydén, svensk sångare.
- 28 februari – Svend Asmussen, dansk kompositör, kapellmästare och jazzmusiker (violin).
- 29 februari – Dinah Shore, amerikansk sångare.
- 6 mars – Carin Malmlöf-Forssling, svensk tonsättare och pianist.
- 10 mars - Jan Håkan Åberg, svensk kyrkomusiker och psalmförfattare.
- 15 mars – Harry James, amerikansk trumpetare och orkesterledare.
- 11 april – Alberto Ginastera, argentinsk tonsättare.
- 17 april – Olof Johansson, svensk kompositör och musiker (dragspel).
- 22 april – Sir Yehudi Menuhin, amerikansk-brittisk violinist.
- 10 maj – Milton Babbitt, amerikansk tonsättare.
- 26 maj – Moondog, pseudonym för Louis Thomas Hardin, amerikansk kompositör.
- 16 juli – Gunnar Wersén, svensk sångtextförfattare, dramatiker och radioman.
- 30 juli – Sven Björkman, svensk skådespelare, författare, kåsör, manusförfattare, kompositör, sångtextförfattare.
- 8 augusti – Stig Rybrant, svensk musiker (piano), kapellmästare, musikarrangör och kompositör.
- 16 augusti – Erna Tauro, finlandssvensk pianist och tonsättare.
- 24 augusti – Leo Ferré, fransk poet och sångare.
- 27 augusti – Ingvar Hellberg, svensk kompositör och textförfattare.
- 30 september – Roland Bengtsson, svensk kompositör, kammarmusiker och musiker (gitarrist).
- 19 oktober
  - Karl-Birger Blomdahl, svensk tonsättare.
  - Emil Gilels, ukrainsk pianist.
- 28 oktober – Sixten Liedbeck, svensk tonsättare, pianist och kapellmästare.

## Avlidna
- 24 mars – Enrique Granados, 48, spansk tonsättare och pianist.
- 11 maj – Max Reger, 43, tysk kompositör och organist.
- 14 juli – August Lundh, 78, svensk kyrkomusiker, musikpedagog och tonsättare.
- 7 oktober – Amalia Hjelm, 70, svensk tonsättare och författare.
- 5 december - Hans Richter, 73, österrikisk dirigent.
- 28 december - Eduard Strauss, 81, österrikisk kompositör.

### Fotnoter
1. ↑  ”78:or & film”. Arkiverad från originalet den 4 december 2019. https://web.archive.org/web/20191204111502/http://musiknostalgi.atspace.cc/brunswi.htm. Läst 3 juni 2011.